# Herbert Tichy
Herbert Tichy (1. června 1912 Vídeň - 26. září 1987 Vídeň) byl rakouský spisovatel, geolog, novinář a horolezec.
V roce 1933 cestoval na motocyklu z Rakouska do Indie. V roce 1935 cestoval k hoře Kailás v západním Tibetu. Během druhé světové války pracoval jako geolog a novinář v Číně.
19. října 1954 provedli spolu se Seppem Jöchlerem a Pasang Dawou prvovýstup na Čo Oju.